# Лудвиг фон Вюртемберг
Лудвиг фон Вюртемберг „Благочестиви“ (на немски: Ludwig von Württemberg, Ludwig der Fromme; * 1 януари 1554, Щутгарт; † 18 август 1593, Щутгарт) е от 1568 до 1593 г. петият херцог на Вюртемберг.

## Живот
Лудвиг е единственият оживял син на херцог Кристоф фон Вюртемберг (1515– 1568) и съпругата му Анна Мария фон Бранденбург-Ансбах (1526 – 1589) от род Хоенцолерн.
След смъртта на баща му на 28 декември 1568 г. Лудвиг е първо под опекунството на майка му, на херцог Волфганг фон Цвайбрюкен и на маркграфовете Георг Фридрих фон Бранденбург-Ансбах и Карл фон Баден, в чието име управлението на страната води граф Хайнрих фон Кастел. Според желанието на баща му той поема формално управлението на 24 години (1578), след като няколко години управлява самостоятелно.
Лудвиг се интересува от рицарските игри, главно от лов, веселието и пиенето. Умира на 39 години на 18 август 1593 г. бездетен и е погребан в манастирската църква в Тюбинген.

## Фамилия
Първи брак: през 1575 с Доротея Урсула фон Баден-Дурлах (1559 – 1583), дъщеря на маркграф Карл II фон Баден-Дурлах (1529 – 1577)
Втори брак: на 10 май 1585 г. с Урсула фон Пфалц-Велденц-Лютцелщайн (1572 – 1635), дъщеря на пфалцграф Георг Йохан I фон Лютцелщайн (1543 – 1592).